# Barrikadnaja
Barrikadnaja (ryska: Баррикадная), Barrikaderna, är en tunnelbanestation på Tagansko–Krasnopresnenskajalinjen i Moskvas tunnelbana. Stationen har fått sitt namn efter de barrikader som under ryska revolutionen 1905 fanns på Röda Presnja-gatan ovanför.
Barrikadnaja öppnades 1972 som den första stationen på Krasnopresnenskajalinjen. I tre år var stationen linjens södra slutstation, sedan blev tunneln till Pusjkinskaja klar.
Stationen byggdes enligt typisk pylondesign men på grund av svåra geologiska förhållanden var man tvungna att bredda pylonerna. Stationens arkitekter Strelkov och Polikarpova lät klä pylonerna i röd och rosa marmor, och de liknar barrikader eftersom de i olika vinklar skjuter fram utanför takvalvets fot. Väggarna är utsökt dekorerade med olika nyanser av rosa, röd, blå och grå marmor.

## Byten
På Barrikadnaja kan man byta till Krasnopresnenskaja på Koltsevajalinjen (ringlinjen).